# 원진 (시인)

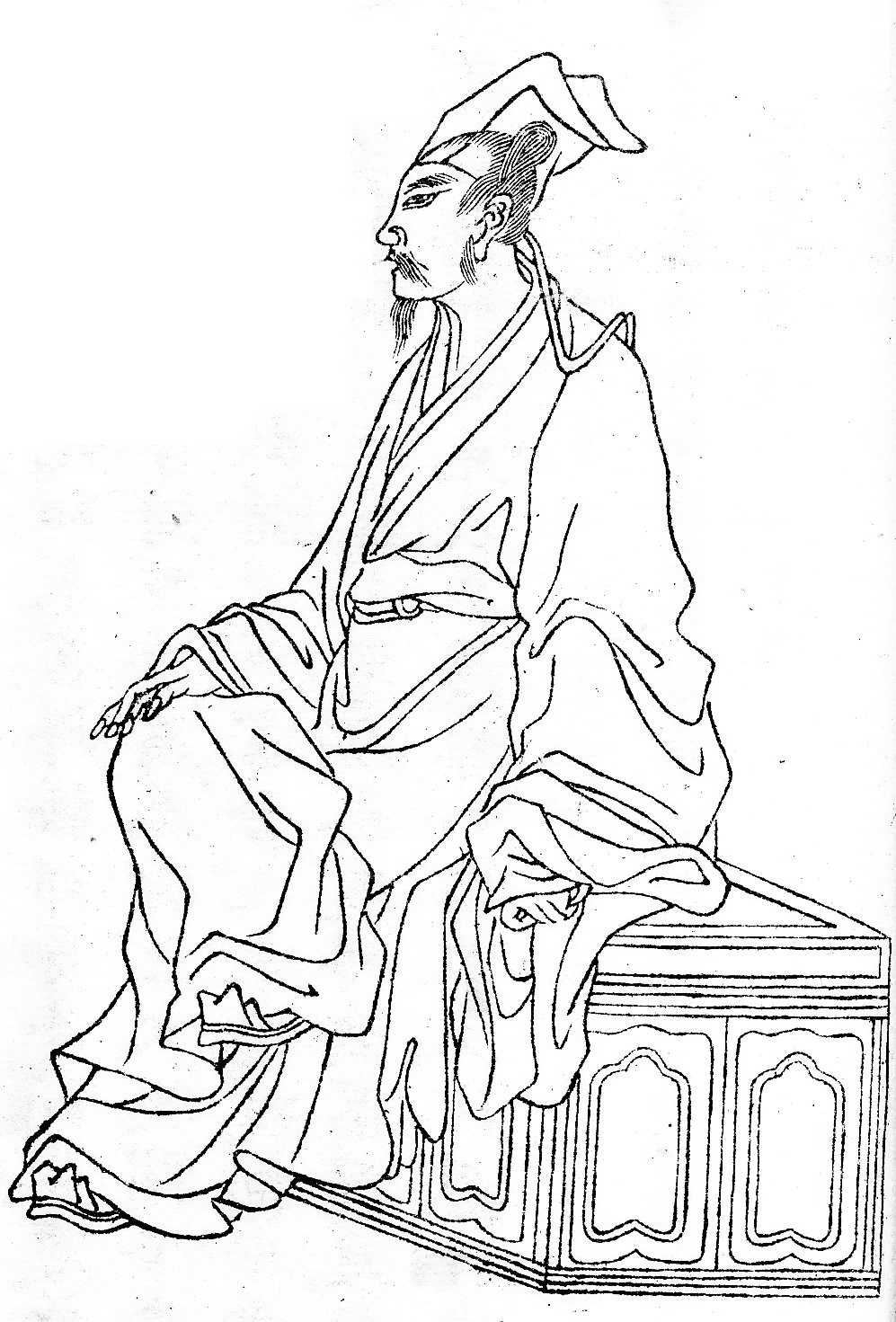
원진

원진(元稹, 779년 ~ 831년 9월 2일)은 중국 당대 중기의 문인, 시인, 재상이다. 자는 미지(微之).